# Schweglerellidae
Schweglerellidae zijn een uitgestorven familie van pissebedden.

## Taxonomie
Het volgende geslacht wordt bij de familie ingedeeld:
- Schweglerella Polz, 1998 †